# Marijana Kravos
Marijana Kravos (* 30. Januar 1975 in Freising) ist eine deutsche Schauspielerin.

## Leben
Bekannt wurde sie durch die Rolle der Franziska „Fränzi“ Ginster in der ARD-Vorabendserie Marienhof, die sie von Kerstin Wittemeyer übernahm, als das Format zur Seifenoper umgestellt wurde. Wittemeyer spielte die Rolle zuvor vom 28. September 1993 bis Januar 1995.
Die Umstellung des Marienhofs war seit November 1993 in Planung, die Dreharbeiten der täglichen Folgen begann ein Jahr später. Kravos gehörte bereits zur täglichen Hauptbesetzung, warum sie die Rolle aber nach nur drei Folgen wieder aufgab, ist nicht bekannt. Julia Biedermann übernahm ihre Rolle ab Folge 197 und verlieh der Figur fortan ein neues Gesicht.
Fränzi Ginster war Kravos’ erstes und bisher einziges Engagement.

## Filmografie

### Fernsehen
- 1995: Marienhof (als Fränzi Ginster #2)